# Беляев, Владимир Иванович (ботаник)
Влади́мир Ива́нович Беля́ев (1855—1911) — русский ботаник-морфолог.

## Биография
Родился в небольшом имении Борзецово Коломенского уезда Московской губернии, принадлежавшем его отцу — штабс-капитану в отставке Ивану Николаевичу Беляеву (1799—1873).
Среднее образование получил в московской частной гимназии Креймана (1867—1874). В 1878 году окончил физико-математический факультет Московского университета; был учеником видного русского ботаника профессора И. Н. Горожанкина. После окончания университета оставлен для подготовки к научно-педагогической деятельности; одновременно выполнял обязанности ассистента (до 1885).
С 1885 года магистр ботаники, доцент Варшавского университета и директор Помологического сада (сменил на этом посту Ю. О. Александровича); с 1891 года доктор ботаники и ординарный профессор; с 1897 года директор Варшавского ботанического сада; в 1901—1902 годах директор института сельского хозяйства и лесоводства в Новой Александрии.
В 1903 году был назначен попечителем Киевского учебного округа; с 1 января 1904 года — действительный статский советник. В 1905—1911 годах он был попечителем Варшавского учебного округа.
В 1913 г. его сын Николай Владимирович указан как сын действительного тайного советника.
Умер в Санкт-Петербурге. Похоронен в родовом селе Борзецово.

## Научная деятельность
Основные научные труды посвящены сравнительно-морфологическому изучению развития и строения мужских за́ростков у разноспоровых плауновых (1885), у водяных папоротников (1890) и пыльцевой трубки у хвойных (1891, 1893). Установил единство строения заростков и антеридиев у всех сосудистых споровых растений, проследил упрощение пыльцевой трубки у голосеменных и приближение её строения к пыльцевой трубке покрытосеменных. Доказал (1892), что сперматозоиды растений являются не клеточными ядрами, а клетками, состоящими из ядра и протоплазмы. Открыл (1892) в протоплазме сперматогенных клеток харовых водорослей красящее тельце — центросому (впоследствии оно было названо блефаропластом). Детально исследовал (1892—1897) сложный процесс деления ядра растительной клетки — кариокинез, выяснил механизм деления и особенности всех стадий этого процесса. Его исследования в области эмбриологии растений, подтвердившие существование непрерывного ряда растительных форм, связывающих споровый семенные группы растений послужили дальнейшему развитию дарвинизма. Оригинальные рисунки учёного вошли во многие учебники по морфологии и систематике высших растений.

### Научные труды
- Антеридии и антерозоиды разноспоровых плауновых (М., 1885) — магистерская диссертация
- О мужских заростках водяных папоротников (Варшава, 1890) — докторская диссертация
- О постепенном упрощении мужского заростка у семянных растений (1893)
- О первичном зарождении (Варшава, 1893)
- Zur Lehre von dem Pollenschlauche der Gymnospermen («Berichte bot. Ges.», 1891)
- О влиянии внешних условий на развитие заростка у папоротников (1891)
- О приготовлении растительных препаратов при помощи микротома
- О методе приготовления препаратов из микроскопически малых объектов

## Награды
- орден Св. Станислава 2-й ст. (1896)[2]
- орден Св. Анны 2-й ст. (1901)
- орден Св. Владимира 3-й ст. (1907)
- орден Св. Станислава 1-й ст. (1910)

## Семья
С 10 сентября 1895 года был женат на дочери генерала В. П. Жданова Лидии Владимировне (1872—1942). У них родились дочери Мария (1896—1940), Лидия(1898 — до 1906), Елизавета(1901—1972), Ольга (1906—1982), Надежда(1899—1900); а также сыновья Николай (1900 — до 1926), Сергей(1907—1978) .